# Hoquei sala

Pictograma de l'hoquei sala

L'hoquei sala o hoquei pista és una modalitat d'hoquei que es juga en sala, amb un estic de fusta, de fibra de vidre o plàstic, que s'utilitza en la pràctica dels diferents tipus d'hoquei.

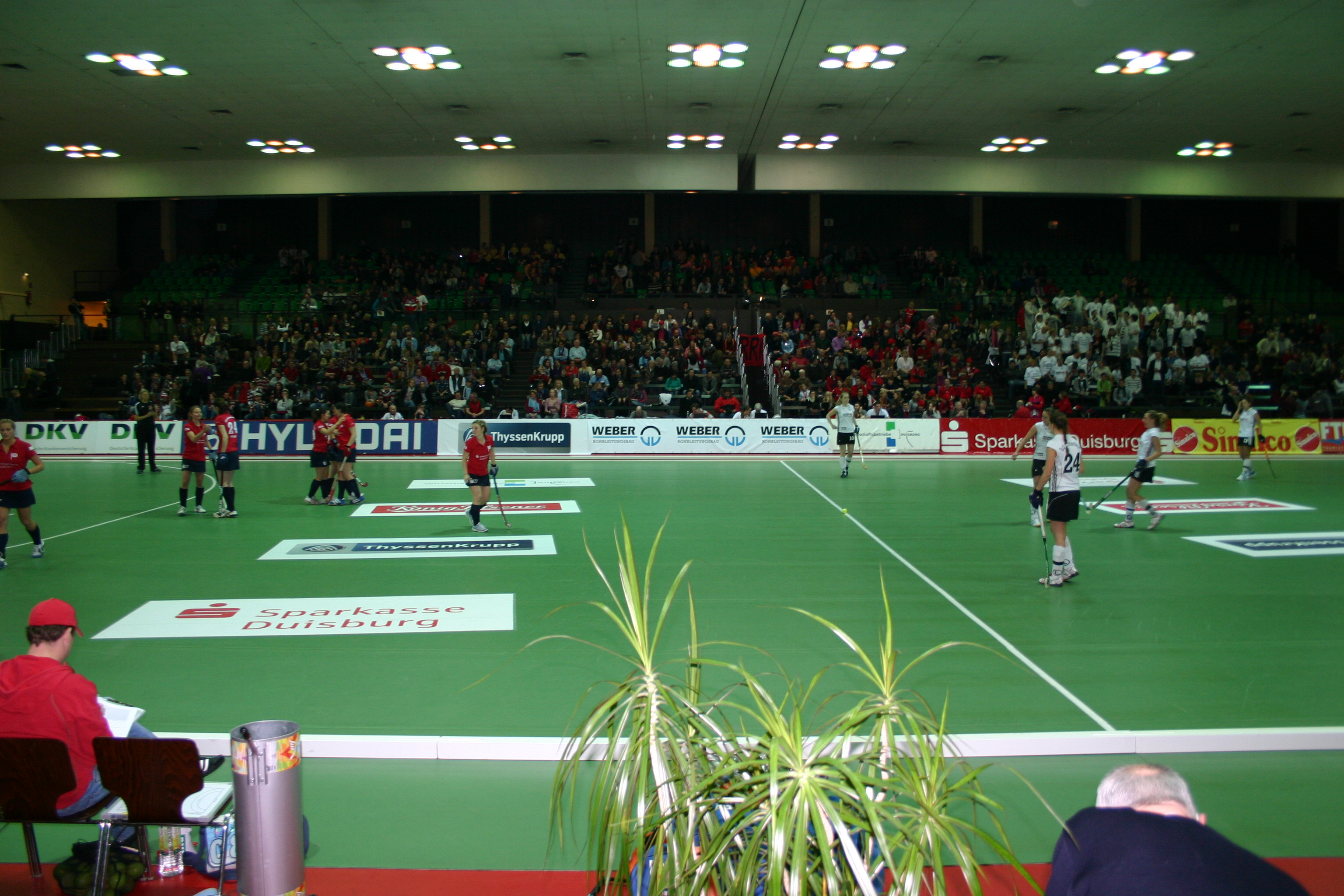
Hoquei sala

## Història
Les normes del hoquei sala deriven del hoquei sobre gel, i fou oficialment jugat per primer cop a Montréal en 1875, però la creació oficial de l'esport segons el Canada's Sports Hall of Fame s'atribueix a Samuel Perry Jacks, més conegut com a "Sam Jacks". A Jacks se li atribueix individualment tant a la creació del joc oficial com la seva codificació en 1936. En aquest moment, Jacks estava treballant com a director de preparació física al West End YMCA de Toronto. El seu assoliment va ser reconegut més tard per les Nacions Unides.
Durant els primers anys es practicava de moltes maneres: es jugava sobre fusta, ciment o formigó, i amb porteries de mides diferents. Amb el temps, la Federació Internacional d'Hoquei va unificar les regles i es van començar a jugar lligues i campionats tant masculins com femenins.

## Regles de joc[4]
- Es pot tocar la bola, només amb l'estic, però en el cas del porter també amb els peus i altres parts del cos.
- No es pot elevar la bola, excepte en el xut a porteria.
- Per fer gol cal llançar la pilota des de dins de l'àrea.
- No es pot llançar l'estic.
- Les faltes voluntàries comeses fora de l'àrea pròpia se sancionen amb un corner.
- Les faltes voluntàries comeses dins de l'àrea pròpia se sancionen amb un strok